# Hans Georg Nenning

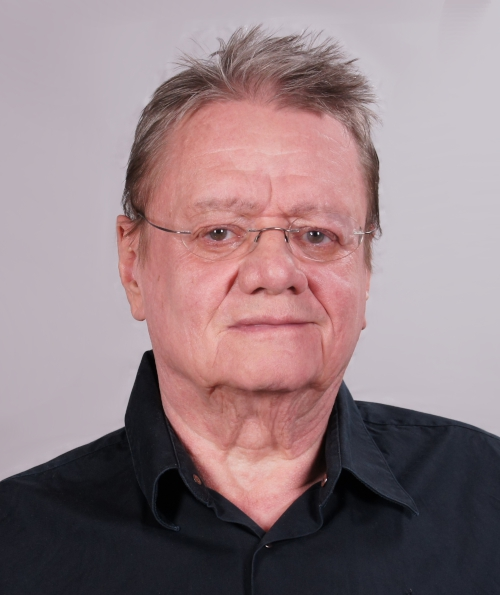
Hans Georg Nenning

Hans Georg Nenning (* 20. Februar 1946 in Graz) ist ein österreichischer Schauspieler, Autor und Regisseur.

## Leben und Wirken
Sein Vater Hans Weingraber war Arzt, die Mutter Edith, geb. Kainer, eine Psychologiestudentin. Während ihrer zweiten Ehe mit dem Journalisten Günther Nenning erfolgte die Namensänderung in Hans Georg Nenning. 1959 übersiedelte die Familie nach Wien.
Hans Georg Nenning war bis 1966 Schüler des Wasagymnasiums, anschließend besuchte er zwei Jahre lang die Grafische Lehr- und Versuchsanstalt.
1968 leistete er seinen Wehrdienst beim österreichischen Bundesheer ab.
1969 entschied er sich, Schauspieler zu werden und trat in das Max-Reinhardt-Seminar ein. 1971 debütierte er als Eleve am Wiener Burgtheater. Es folgten Engagements im Theater der Komödianten, Stadttheater Ulm, Volkstheater, Theater in der Josefstadt und im Stadttheater Salzburg.
Hans Georg Nenning war in zahlreichen Film- und Fernsehproduktionen zu sehen. Für die Serie Eurocops schrieb er die Folge Transit in den Tod und spielte auch darin eine Hauptrolle. 2000 wirkte er unter der Regie von David Frankel in der Miniserie Band of Brothers mit.
Als Filmregisseur drehte er 2007 in Paris seinen ersten Kurzfilm Dusk. Dieser wurde für die offizielle Selektion des ÉCU The European Independent Film Festival 2008 in der Kategorie Best European Dramatic Short nominiert. Vier weitere Nominierungen folgten auf internationalen Festivals in Athen, Toronto und UK. 2013 wurde Dusk für die Plattform “The European Independent Film Channel Screening the world’s best independent films” selektiert.

## Autor
- 1991: Drehbuch: „Transit in den Tod“, Serie EURCOPS.
- 2007: Drehbuch: „DUSK“
- 2011: Jenseits des Lichts – Berichte aus der Zukunft (Science–Fiction Saga, 5 Bände).
- 2014: Ausklang (Dystopie).
- 2015: Gefrorenes Licht (postatomarer Thriller).
- 2017: Kaskade – Die Berufung (Science–Fiction-Roman).
- 2018: Kaskade – Dormir (Science–Fiction-Roman).
- 2021: Kaskade – Inkarnation (Science–Fiction-Roman).
- 2023: Hörbücher:  Alex Korden, Dorian Crooke

## Filmografie
- 1975: Tatort – Schöne Belinda
- 1978: Die Straße (Fernsehfilm)
- 1978: Auf freiem Fuss (Fernsehfilm)
- 1978: Alpensaga (Fernsehserie, eine Folge)
- 1979: Kabarett zu den vier Jahreszeiten
- 1980: Familie Merian (Fernsehserie)
- 1980: Exit … Nur keine Panik
- 1981–1983: Kottan ermittelt (Fernsehserie, zwei Folgen)
- 1982: Das Nest unter den Trümmern der Jahre (Fernsehfilm)
- 1983: Das Dorf an der Grenze (Fernsehserie, eine Folge)
- 1983: Der stille Ozean (Fernsehfilm)
- 1983: Bis aufs Blut (Fernsehfilm)
- 1985: Des Glückes Rohstoff
- 1985: Jazol (Kinofilm, Jugoslawien)
- 1988: Camillo Castiglioni oder die Moral der Haifische (Fernsehfilm)
- 1988, 1993: Eurocops (Fernsehserie, zwei Folgen)
- 1988: Feuerwerk für eine Leiche
- 1992: Hansi Vrba, Inländerfreund
- 1993: Stahlwalzer
- 1994: Polizeiruf 110 – Lauf, Anna, lauf!
- 1995: Peter Strohm (Fernsehserie, eine Folge)
- 1996: Honigmond
- 1997: Spiel um dein Leben (Fernsehfilm)
- 1998: Liebling Kreuzberg (Fernsehserie, eine Folge)
- 1998: Zugriff (Fernsehserie, eine Folge)
- 1999: Balko (Fernsehserie, eine Folge)
- 1999: Wer liebt, dem wachsen Flügel
- 2001: Band of Brothers – Wir waren wie Brüder (Band of Brothers, Fernsehmehrteiler)
- 2001: Blumen für Polt
- 2001: Ein mörderisches Märchen
- 2001: Zwei Brüder
- 2001: Himmlische Helden (Fernsehfilm)
- 2002–2003: Eva – ganz mein Fall (Fernsehserie, fünf Folgen)
- 2003: Tatort – Der Schächter
- 2005: Adelheid und ihre Mörder (Fernsehserie, eine Folge)